# Mostowlany
Mostowlany est un village situé dans la gmina de Gródek, dans le powiat de Białystok, dans la voïvodie de Podlachie à l'est de la Pologne, près de la frontière avec la Biélorussie.

## Personnalités liées à Mostowlany
- Kastous Kalinowski, né à Mostowlany